# De Fœstraets
De Foestraets is een Zuid-Nederlandse en Belgische adellijke familie.

## Geschiedenis
In 1756 verleende keizerin Maria Theresia erfelijke adel aan Louis Festraets, advocaat bij de Justitieraad van Brabant.
Louis Dominique Ghislain de Fœstraets (Brussel, 19 februari 1797 - aldaar, 19 april 1878) werd in 1822 onder het Verenigd Koninkrijk der Nederlanden erkend in de erfelijke adel. Hij was een kleinzoon van de voornoemde Louis Festraets en een zoon van Louis Jean De Festraets, heer van Suerbempde en Linsmeau, licentiaat in de rechten, raadsheer bij het Rekenhof, en Joséphine Vanderfosse.

## Genealogie
- Pauline de Fœstraets (1795-1832), trouwde in 1815 in Brussel met jhr. Edmond de la Coste (1788-1870), lid van de Raad van State, gouverneur van Antwerpen, minister van Binnenlandse Zaken, volksvertegenwoordiger, senator en gouverneur van Luik. Ze kregen vijf zoons en vier dochters, met afstammelingen tot heden.
- Louis Dominique de Fœstraets (1797-1878), burgemeester van Noduwez-Linsmeau,[3] lid van de Ridderschap van Zuid-Brabant, lid van de Provinciale Staten van Zuid-Brabant en majoor van de Burgerwacht in Brussel, trouwde in 1824 in Brussel met Sophie de Marnix (1805-1874), dochter van graaf Charles Ghislain de Marnix, burgemeester van Bornem, lid van de Provinciale Staten van Antwerpen en lid van de Eerste Kamer. Ze kregen drie zoons en twee dochters.
  - Marie de Fœstraets (1825-1861), trouwde in 1857 in Noduwez-Linsmeau met burggraaf Charles-Ferdinand de Beughem de Houtem (1828-1882), kunstschilder, kleinzoon van graaf François Cornet de Grez. Ze kregen een zoon, maar zonder nakomelingen.
  - Ernest de Fœstraets (1826-1900), trouwde in 1875 in Brussel met Eugénie de Zualart (1844-1929). Ze hadden een zoon en drie dochters, maar zonder verdere mannelijke afstammelingen.
    - Sophie de Fœstraets (1882-1974), trouwde in 1903 in Linsmeau met graaf Maurice d'Oultremont (1871-1936), zoon van graaf Émile d'Oultremont, burgemeester van Gondregnies en senator. Het huwelijk bleef kinderloos.

  - Émilie de Fœstraets (1832-1890), trouwde in 1871 in Brussel met baron Ferdinand de Lamberts-Cortenbach (1826-1912), zoon van baron Werner de Lamberts-Cortenbach, lid van de Provinciale Staten van Limburg en gouverneur van Oost-Vlaanderen en Limburg. Ze kregen een zoon, met afstammelingen tot heden.
  - Jules de Fœstraets (1836-1911), provincieraadslid van Vlaams-Brabant, trouwde in 1865 in Luik met Marie Gosuin (1844-1930). Ze kregen twee zoons en vijf dochters.
    - Gaston de Fœstraets (1869-1929), trouwde in 1905 in Serinchamps met Elza Dedyn (1882-1937). Ze kregen twee zoons.
      - Ferdinand de Fœstraets (1907-1979), burgemeester van Aye, trouwde in 1933 in Rosée met gravin Hedwige van der Stegen de Schrieck (1912-1989), kleindochter van graaf Eugène van der Stegen de Schrieck. Ze kregen een zoon en twee dochters, met afstammelingen tot heden. Hij hertrouwde in 1968 in Aye met Yvonne Lizin (1902-1998).

    - Cécile de Fœstraets (1873-1943), trouwde in 1895 in Antheit met Jean Poswick (1868-1942), gemeenteraadslid van Limbourg en provincieraadslid van Luik, zoon van Jules Poswick, schepen van Verviers en volksvertegenwoordiger. Ze kregen vijf zoons en een dochter, met afstammelingen tot heden.

  - Victor de Fœstraets (1838-1921), trouwde in 1871 in Gent met barones Marie de Vivario de Ramezée (1849-1924). Ze kregen een zoon en drie dochters.
    - Isabelle de Fœstraets (1871-1953), trouwde in 1896 in Brussel met Ferdinand de Meester de Betzenbroeck (1869-1953), zoon van Raymond de Meester de Betzenbroeck, gemeenteraadslid van Mechelen en senator. Ze kregen vijf dochters, met afstammelingen tot heden.
    - Roger de Fœstraets (1875-1946), trouwde in 1920 in Brussel met gravin Geneviève d'Oultremont (1888-1967), dochter van graaf Adrien d'Oultremont, cavalerieluitenant en volksvertegenwoordiger. Ze kregen vier kinderen, met afstammelingen tot heden.
    - Marie-Charlotte de Fœstraets (1880-1957), trouwde in 1907 in Brussel met markies Othon de Trazegnies d'Ittre (1868-1957), cavalerieluitenant. Ze kregen een zoon en twee dochtes, met afstammelingen tot heden.
- Eulalie de Fœstraets (1800-1874), trouwde in 1823 in Brussel met graaf Henri de Fourneau (1785-1861), luitenant-generaal en vleugeladjudant van koning Willem I. Ze kregen drie zoons en vier dochters, met afstammelingen tot heden.

## Adellijke allianties
- De Fourneau (1823), De Beughem de Houtem (1857), De Lamberts-Cortenbach (1871), De Vivario de Ramezée (1871), De Zualart (1875), Simonis (1894), Poswick (1895), De Meester de Betzenbroeck (1896), D'Oultremont (1903, 1920), De Trazegnies d'Ittre (1907), Montens (1910), Van der Stegen de Schrieck (1933), Van de Werve de Vorsselaer (1947), D'Ursel (1952), De Brouchoven de Bergeyck (1954)